# Burg Hesper
Burg Hesper is een relatief goed behouden gebleven burchtruïne in de gemeente Hesperingen in het Groothertogdom Luxemburg. Het Château de Hesperange ligt centraal in het dorp Hesperange aan de weg nr. 3 van Luxemburg zuidwaarts naar Frisange. De burchtruïne wordt door de gemeente onderhouden en verkeert mede hierdoor in goede staat.
De burcht werd in de 11e eeuw gebouwd door de Heren van Rodenmachern. In 1481 werd hij grotendeels verwoest, nadat de toenmalige bewoners verraad pleegden aan hun machthebbers. Direct daarna werd de burcht herbouwd, maar in 1679 werd deze definitief verwoest op bevel van Lodewijk IV.